# Jémez Springs
Jémez Springs es una villa ubicada en el condado de Sandoval en el estado estadounidense de Nuevo México. En el Censo de 2010 tenía una población de 250 habitantes y una densidad poblacional de 20,33 personas por km².

## Geografía
Jémez Springs se encuentra ubicada en las coordenadas 35°46′24″N 106°41′27″O / 35.77333, -106.69083. Según la Oficina del Censo de los Estados Unidos, Jémez Springs tiene una superficie total de 12.3 km², de la cual 12.3 km² corresponden a tierra firme y (0%) 0 km² es agua.

## Demografía
Según el censo de 2010, había 250 personas residiendo en Jémez Springs. La densidad de población era de 20,33 hab./km². De los 250 habitantes, Jémez Springs estaba compuesto por el 86.4% blancos, el 0.4% eran afroamericanos, el 0.8% eran amerindios, el 0.8% eran asiáticos, el 0% eran isleños del Pacífico, el 8.8% eran de otras razas y el 2.8% pertenecían a dos o más razas. Del total de la población el 29.2% eran hispanos o latinos de cualquier raza.